# Ellen Johnson Sirleaf
Ellen Eugenia Johnson Sirleaf (detta Ma Ellen "Mamma Ellen"; Monrovia, 29 ottobre 1938) è una politica, economista e imprenditrice liberiana e presidente della Liberia dal 2006 al 2018.
La sua vittoria elettorale fu annunciata formalmente dalla commissione liberiana per le elezioni il 23 novembre 2005. È stata la prima donna eletta come capo di Stato in Africa. Spesso viene chiamata con l'appellativo di "Signora di ferro". Nel 2011 ha vinto il Premio Nobel per la pace assieme a Tawakkul Karman e Leymah Gbowee, con la seguente motivazione:"per la loro battaglia non violenta a favore della sicurezza delle donne e del loro diritto alla piena partecipazione nell'opera di costruzione della pace".

## Biografia
Tre dei nonni di Johnson-Sirleaf erano indigeni liberiani; il quarto era un tedesco che sposò una donna del mercato rurale. Il nonno fu costretto a lasciare il paese quando la Liberia - per lealtà verso gli Stati Uniti - dichiarò guerra alla Germania nel 1917. 
Johnson-Sirleaf si diplomò al College of West Africa (Monrovia), una scuola superiore della Chiesa Metodista Unita. Conseguì il Bachelor of Business Administration in contabilità al Madison Business College a Madison, nel Wisconsin nel 1964, un diploma in economia presso l'Università del Colorado nel 1970, ed il Master of Public Administration presso l'Università Harvard nel 1971.
Tornata in Liberia dopo il periodo alla Harvard, Johnson Sirleaf divenne Assistant Minister delle Finanze sotto l'amministrazione di William Tolbert. Nel 1980, Tolbert fu rovesciato e ucciso dal sergente dell'esercito Samuel Doe, il quale pose fine a decenni di relativa stabilità. Doe rappresentava il gruppo etnico dei Krahn e fu il primo presidente liberiano non discendente della élite rappresentata dalla comunità degli ex-schiavi americani. Nel decennio che seguì, Doe permise ai Krahn di dominare la vita pubblica.

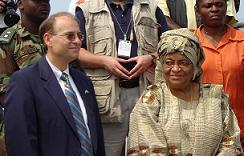
Ellen Johnson Sirleaf con l’ambasciatore statunitense Donald E. Booth

Dopo il rovesciamento di Tolbert, Johnson-Sirleaf andò in esilio a Nairobi, in Kenya, dove lavorò per la Citibank. Tornò per partecipare alle elezioni del Senato della Liberia nel 1985, ma quando accusò pubblicamente il regime militare di Doe (People's Redemption Council) fu condannata a dieci anni di prigione. Rilasciata dopo poco tempo, si trasferì a Washington (USA). Tornò in Liberia nel 1997 nel ruolo di economista, lavorando per la Banca Mondiale e per la Citibank in Africa.
Dopo aver inizialmente supportato la sanguinosa ribellione di Charles Taylor contro il presidente Doe del 1990, si oppose a Taylor, e corse contro di lui alle elezioni presidenziali del 1997. Raggiunse solo il 10% dei voti, contro il 75% di Taylor. Questi la accusò di tradimento. Johnson-Sirleaf fece una campagna per la rimozione di Taylor dalle sue funzioni, giocando un ruolo attivo nel governo di transizione, mentre il paese si preparava per le elezioni presidenziali del 2005. Con la partenza di Taylor, tornò ad occupare il ruolo di leader del Partito dell'Unità.
Nel dicembre 2021, James Sirleaf, uno dei figli di Ellen Sirleaf, è morto nella sua residenza in Liberia in circostanze sconosciute.

### Presidenza

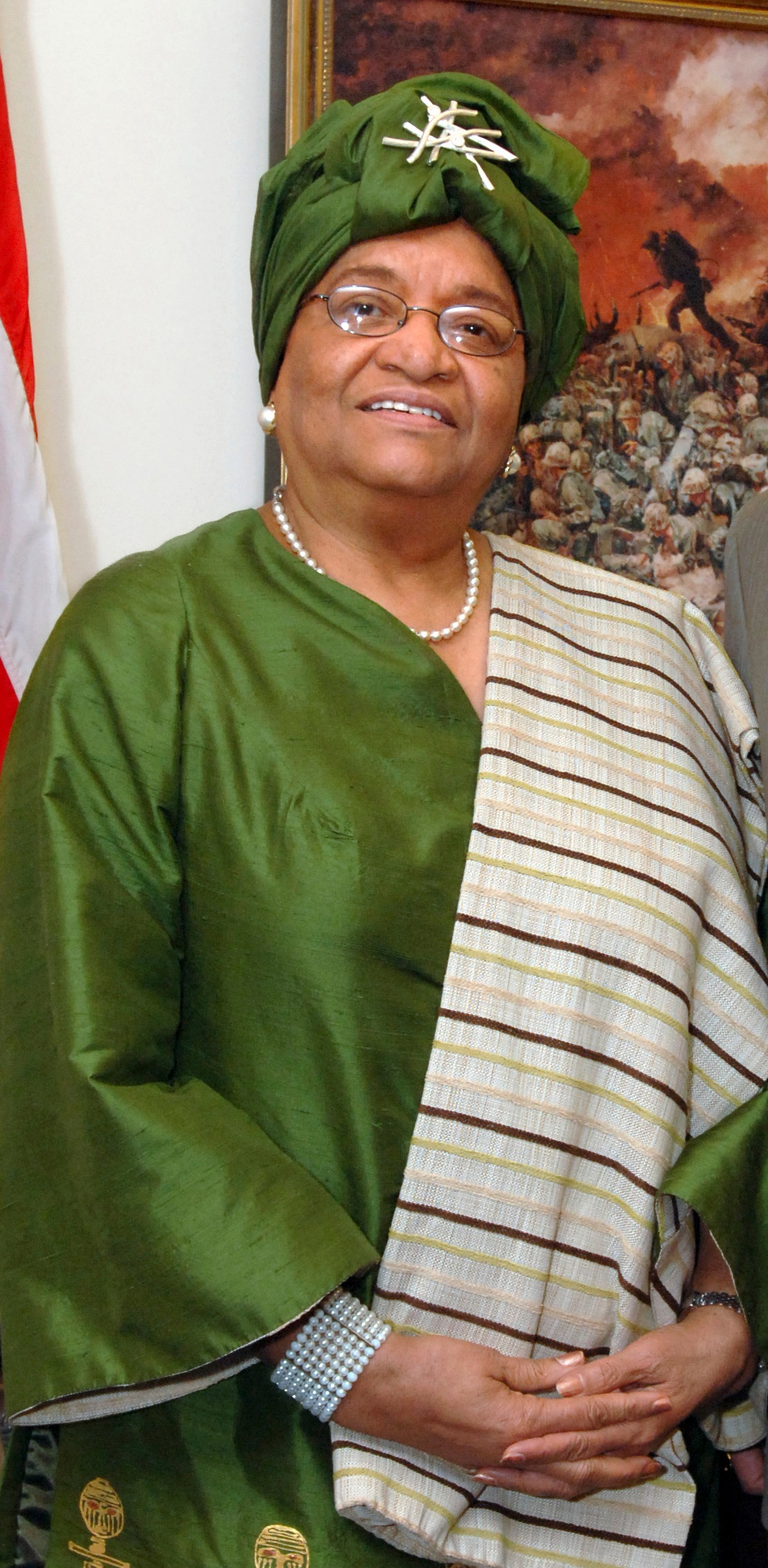
La Presidente della Liberia Ellen Johnson-Sirleaf posa per una foto al Pentagono il 24 ottobre 2007

Nel primo turno delle elezioni del 2005, giunse seconda con 175.520 voti, arrivando così al ballottaggio dell'8 novembre contro l'ex-calciatore George Weah. L'11 novembre, la Commissione Elettorale Nazionale della Liberia dichiarò Johnson-Sirleaf presidente eletto della Liberia. Il 23 novembre, confermò la sua decisione sostenendo che Johnson-Sirleaf aveva vinto con un margine pari quasi al 20% dei voti. Osservatori indipendenti, internazionali, regionali e nazionali, dichiararono che il voto era libero, corretto e trasparente. L'insediamento ebbe luogo il 16 gennaio 2006; tra i partecipanti stranieri alla cerimonia vi furono Condoleezza Rice e Laura Bush.
Il 15 marzo 2006, la presidentessa Johnson-Sirleaf si rivolse alle camere riunite del Congresso degli Stati Uniti, chiedendo il supporto americano per aiutare il suo paese a "divenire un faro splendente, un esempio per l'Africa e per il mondo di cosa può ottenere l'amore per la libertà."
Nel governo della Liberia rimangono tuttavia molti seguaci dell'ex presidente Taylor. Edwin Snowe, attuale presidente del Parlamento liberiano (terza carica di governo), è il genero di Taylor e aveva una posizione importante nel suo governo. La moglie separata di Taylor, Jewel Howard Taylor, è nel parlamento, così come Prince Johnson, autore della raccapricciante tortura e dell'uccisione del presidente Samuel Doe (che, tra l'altro, sono registrate in un filmato di ampia distribuzione). Ciò nonostante, il 17 marzo 2006, la presidentessa Johnson-Sirleaf ha sottoposto alla Nigeria una richiesta ufficiale di estradizione per Taylor. Egli è stato detenuto dalle autorità ONU in Sierra Leone e poi nel carcere Haaglanden all'Aja, in attesa di processo presso il Tribunale Speciale per la Sierra Leone (TSSL). Nel maggio 2012 è stato condannato a 50 anni di reclusione per tutti gli undici reati di cui era accusato, inclusi terrorismo, omicidio e stupro.
Nel 2007 Johnson-Sirleaf emettendo un ordine esecutivo ha reso l'educazione primaria obbligatoria e gratuita per ogni bambino liberiano. 
Il 16 settembre 2010 è riuscita ad azzerare, dopo varie riforme economiche e accordi internazionali, il debito estero della Liberia.
Il 4 ottobre 2010 ha firmato una legge per la libertà di informazione, la prima del genere in Africa.
Johnson-Sirleaf è madre di quattro figli (due vivono negli USA e due in Liberia) e ha sei nipoti, alcuni dei quali vivono ad Atlanta.

## Posizioni ricoperte
- 1972–1973: Assistant Minister delle Finanze del Governo della Liberia
- 1979–1980: Ministro delle Finanze del Governo della Liberia
- 1982–1985: Vicepresidente dell'Ufficio Regionale dell'Africa della Citibank a Nairobi
- 1986–1992: Vicepresidente e membro del Consiglio Direttivo della Equator Bank di Washington
- 1988–1999: Membro del Consiglio di Amministrazione dell'Istituto Synergos
- 1992–1997: Direttore dell'Ufficio Regionale per l'Africa del Programma di Sviluppo dell'ONU
- 1997: Esponente di spicco dello Unity Party
- 2004–2005: Presidente della Commissione liberiana per il Buon Governo
- 2005: Esponente di spicco dello Unity Party; Candidata alla presidenza
- 2006–2018: Presidente della Liberia

Johnson-Sirleaf è anche stata:
- Membro fondatore dell'Istituto Internazionale per le Donne nella Leadership Politica
- Membro del Comitato Consultivo della Modern Africa Growth and Investment Company (Compagnia di Crescita e Investimento "Modern Africa")
- Membro del Comitato finanziario dei Gestori di Fondi della Modern Africa
- Presidente della Banca liberiana per lo Sviluppo e l'Investimento
- Presidente dalla Kormah Corporation per lo Sviluppo e l'Investimento
- Responsabile per i prestiti della Banca Mondiale
- Vicepresidente della Citibank

## Scritti
- F
- t (Dal disastro allo sviluppo - 1991)
- The Outlook for Commercial Bank Lending to Sub-Saharan Africa (Le prospettive per i servizi di prestito delle banche commerciali nell'Africa subsahariana - 1992)
- (Come coautrice) Women, War and Peace: The Independent Experts' Assessment on the Impact of Armed Conflict on Women and Women's Role in Peace-building (Donne, guerra e pace: la valutazione di esperti indipendenti sull'impatto del conflitto armato sulle donne e il ruolo delle donne nella costruzione della pace - 2002), progetto dell'UNIFEM (Fondo di Sviluppo per le Donne delle Nazioni Unite)

## Premi
- Premio Franklin Delano Roosevelt per la Libertà di Parola, 1988
- Premio Ralph Bunche per la leadership internazionale
- Grand Commander Star dell'Africa Redemption of Liberia
- Commandeur de l'Ordre du Togo (Commendatore dell'Ordine del Togo)
- Premio "Common Ground" , 2006
- Premio della leadership per l'Africa per la Fine Sostenibile della Fame , 2006
- Premio Nobel per la pace, 2011